# Okręg Jałomica
Jałomica (rum. Ialomița) – okręg w południowo-wschodniej Rumunii (Wołoszczyzna), ze stolicą w mieście Slobozia. W 2011 roku liczył 274 148 mieszkańców. Okręg ma powierzchnię 4453 km², a jego gęstość zaludnienia wynosiła w 2002 roku 67 os./km².

## Struktura narodowościowa
Według spisu ludności z roku 2011 okręg Jałomica zamieszkiwały następujące narodowości:
- Rumuni - 88,2%
- Romowie - 5,2%
- Rosjanie - 0,131%
- Turcy - 0,027%
- Węgrzy - 0,010%
- Macedończycy - 0,010%
- Włosi - 0,010%
- Ukraińcy - 0,006%
- Niemcy - 0,005%
- Grecy - 0,004%

## Miasta
- Slobozia
- Fetești
- Urziceni
- Țăndărei
- Amara
- Căzănești
- Fierbinți-Târg

## Gminy
- Adâncata
- Albești
- Alexeni
- Andrășești
- Armășești
- Axintele
- Balaciu
- Bărbulești
- Bărcănești
- Borănești
- Bordușani
- Bucu
- Buești
- Ciocârlia
- Ciochina
- Ciulnița
- Cocora
- Colelia
- Cosâmbești
- Coșereni
- Drăgoești
- Dridu
- Făcăeni
- Gârbovi
- Gheorghe Doja
- Gheorghe Lazăr
- Giurgeni
- Grindu
- Grivița
- Gura Ialomiței
- Ion Roată
- Jilavele
- Maia
- Manasia
- Mărculești
- Mihail Kogălniceanu
- Miloșești
- Moldoveni
- Movila
- Movilița
- Munteni-Buzău
- Ograda
- Perieți
- Platonești
- Rădulești
- Reviga
- Roșiori
- Sălcioara
- Sărățeni
- Săveni
- Scânteia
- Sfântu Gheorghe
- Sinești
- Stelnica
- Sudiți
- Traian
- Valea Ciorii
- Valea Măcrișului
- Vlădeni